# HuffPost Maghreb
Pour les articles homonymes, voir HuffPost.
HuffPost Maghreb ou Al HuffPost Maghreb est un site d'actualité maghrébin lancé en 2013 et fermé en 2019.

## Historique
Le site est lancé en juin 2013. Il possède dans un premier temps une rédaction en Tunisie. Une version algérienne nommée HuffPost Algérie est lancée en juin 2014 en collaboration avec le journaliste Ihsane El Kadi, puis HuffPost Maroc en octobre 2014.
Courant 2019, le HuffPost opère une vague de licenciements à travers le monde. Le 3 décembre 2019, le HuffPost Maghreb ferme « pour des raisons stratégiques ». Une autre raison serait, selon Le Desk, la crainte qu'un non-respect du RGPD n'entraîne des amendes. La version algérienne est reprise par El Kadi Ihsane sous le nom de Radio M Post.